# Fabrezan
Fabrezan [fabʁəzɑ̃]  est une commune française située dans le nord du département de l'Aude, en région Occitanie. Elle s'écrit Fabresan en occitan.
Sur le plan historique et culturel, la commune fait partie du massif des Corbières, un chaos calcaire formant la transition entre le Massif central et les Pyrénées. Exposée à un climat méditerranéen, elle est drainée par l'Orbieu, la Nielle, le ruisseau du Rabet, le ruisseau de la Peyrouse, le ruisseau de la Prade et par divers autres petits cours d'eau. La commune possède un patrimoine naturel remarquable : deux sites Natura 2000 (les « Corbières occidentales » et la « vallée de l'Orbieu ») et quatre zones naturelles d'intérêt écologique, faunistique et floristique.
Fabrezan est une commune rurale qui compte 1 254 habitants en 2022, après avoir connu une forte hausse de la population depuis 1975. Elle fait partie de l'aire d'attraction de Narbonne. Ses habitants sont appelés les Fabrezanais et Fabrezanaises.
Le patrimoine architectural de la commune comprend trois immeubles protégés au titre des monuments historiques : l'église Saint-Étienne, classée en 1982, la tour de Fabrezan, inscrite en 1951, et le monument aux morts de Fabrezan, inscrit en 2018.

## Géographie

### Localisation
Fabrezan se situe au cœur des Corbières, aux portes du Minervois, à 7 km au sud de Lézignan-Corbières et 10 km à l'ouest de Lagrasse. Fabrezan se situe, sur la carte de l'Aude, entre Narbonne et Carcassonne, à 25 km de Narbonne et 30 de Carcassonne. Le village est à 1 h 30 environ de la frontière espagnole.

### Communes limitrophes
Les communes limitrophes sont  Camplong-d'Aude, Ferrals-les-Corbières, Fontcouverte, Moux, Saint-Laurent-de-la-Cabrerisse, Thézan-des-Corbières et Tournissan.
| Moux (par un quadripoint)                | Fontcouverte                   |                       |
| Camplong-d'Aude                          | Fabrezan                       | Ferrals-les-Corbières |
| Ribaute (par un quadripoint), Tournissan | Saint-Laurent-de-la-Cabrerisse | Thézan-des-Corbières  |

### Géologie et relief
Fabrezan se situe en zone de sismicité 2 (sismicité faible).

### Climat
Pour des articles plus généraux, voir Climat de l'Occitanie et Climat de l'Aude.
En 2010, le climat de la commune est de type climat méditerranéen franc, selon une étude du Centre national de la recherche scientifique s'appuyant sur une série de données couvrant la période 1971-2000. En 2020, Météo-France publie une typologie des climats de la France métropolitaine dans laquelle la commune est exposée à un climat méditerranéen et est dans la région climatique Provence, Languedoc-Roussillon, caractérisée par une pluviométrie faible en été, un très bon ensoleillement (2 600 h/an), un été chaud (21,5 °C), un air très sec en été, sec en toutes saisons, des vents forts (fréquence de 40 à 50 % de vents > 5 m/s) et peu de brouillards.
Pour la période 1971-2000, la température annuelle moyenne est de 14,9 °C, avec une amplitude thermique annuelle de 16,1 °C. Le cumul annuel moyen de précipitations est de 601 mm, avec 6,9 jours de précipitations en janvier et 2,9 jours en juillet. Pour la période 1991-2020, la température moyenne annuelle observée sur la station météorologique de Météo-France la plus proche, « Lagrasse », sur la commune de Lagrasse à 8 km à vol d'oiseau, est de 14,1 °C et le cumul annuel moyen de précipitations est de 713,1 mm,. Pour l'avenir, les paramètres climatiques de la commune estimés pour 2050 selon différents scénarios d'émission de gaz à effet de serre sont consultables sur un site dédié publié par Météo-France en novembre 2022.

### Milieux naturels et biodiversité

#### Réseau Natura 2000

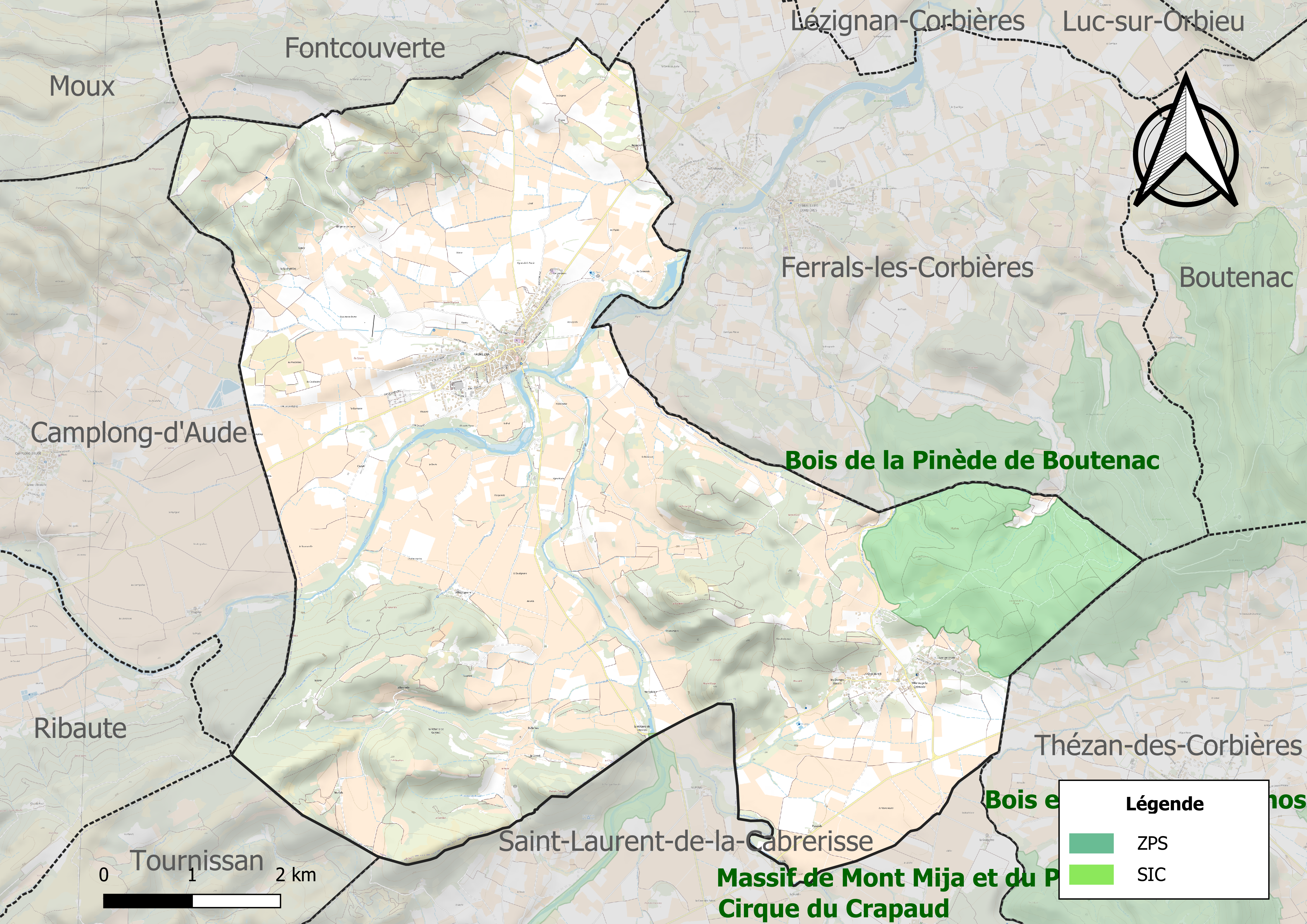
Site Natura 2000 sur le territoire communal.

Le réseau Natura 2000 est un réseau écologique européen de sites naturels d'intérêt écologique élaboré à partir des directives habitats et oiseaux, constitué de zones spéciales de conservation (ZSC) et de zones de protection spéciale (ZPS). Un site Natura 2000 a été défini sur la commune au titre de la directive habitats :
- la « vallée de l'Orbieu », d'une superficie de 17 765 ha, servant d'habitat, entre autres, pour le Barbeau méridional et du Desman des Pyrénées en limite nord de répartition[12]

et un au titre de la directive oiseaux : 
- les « Corbières occidentales », d'une superficie de 22 912 ha, présentant des milieux propices à la nidification des espèces rupicoles : des couples d'Aigles royaux occupent partagent l'espace avec des espèces aussi significatives que le Faucon pèlerin, le Grand-duc d'Europe ou le Circaète Jean-le-Blanc[13].

#### Zones naturelles d'intérêt écologique, faunistique et floristique
L’inventaire des zones naturelles d'intérêt écologique, faunistique et floristique (ZNIEFF) a pour objectif de réaliser une couverture des zones les plus intéressantes sur le plan écologique, essentiellement dans la perspective d’améliorer la connaissance du patrimoine naturel national et de fournir aux différents décideurs un outil d’aide à la prise en compte de l’environnement dans l’aménagement du territoire. Une ZNIEFF de type 1 est recensée sur la commune : le « bois de la Pinède de Boutenac » (1 079 ha), couvrant 5 communes du département et trois ZNIEFF de type 2, : 
- les « Corbières centrales » (68 810 ha), couvrant 56 communes dont 54 dans l'Aude et 2 dans les Pyrénées-Orientales[16] ;
- le « massif d'Alaric » (8 316 ha), couvrant 15 communes du département[17] ;
- la « vallée aval de l'Orbieu » (445 ha), couvrant 12 communes du département[18].

Carte des ZNIEFF de type 1 et 2 à Fabrezan.
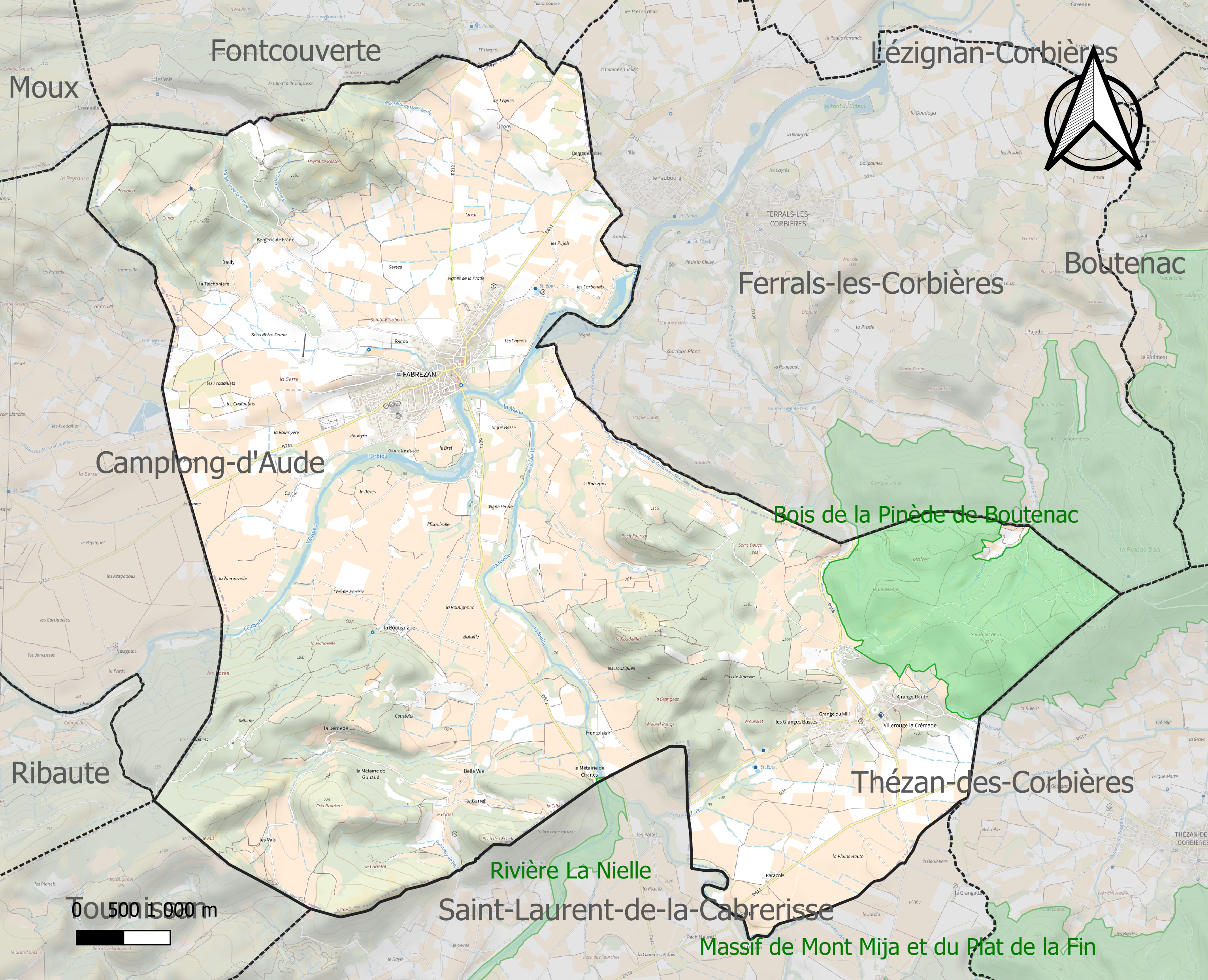
Carte de la ZNIEFF de type 1 sur la commune.
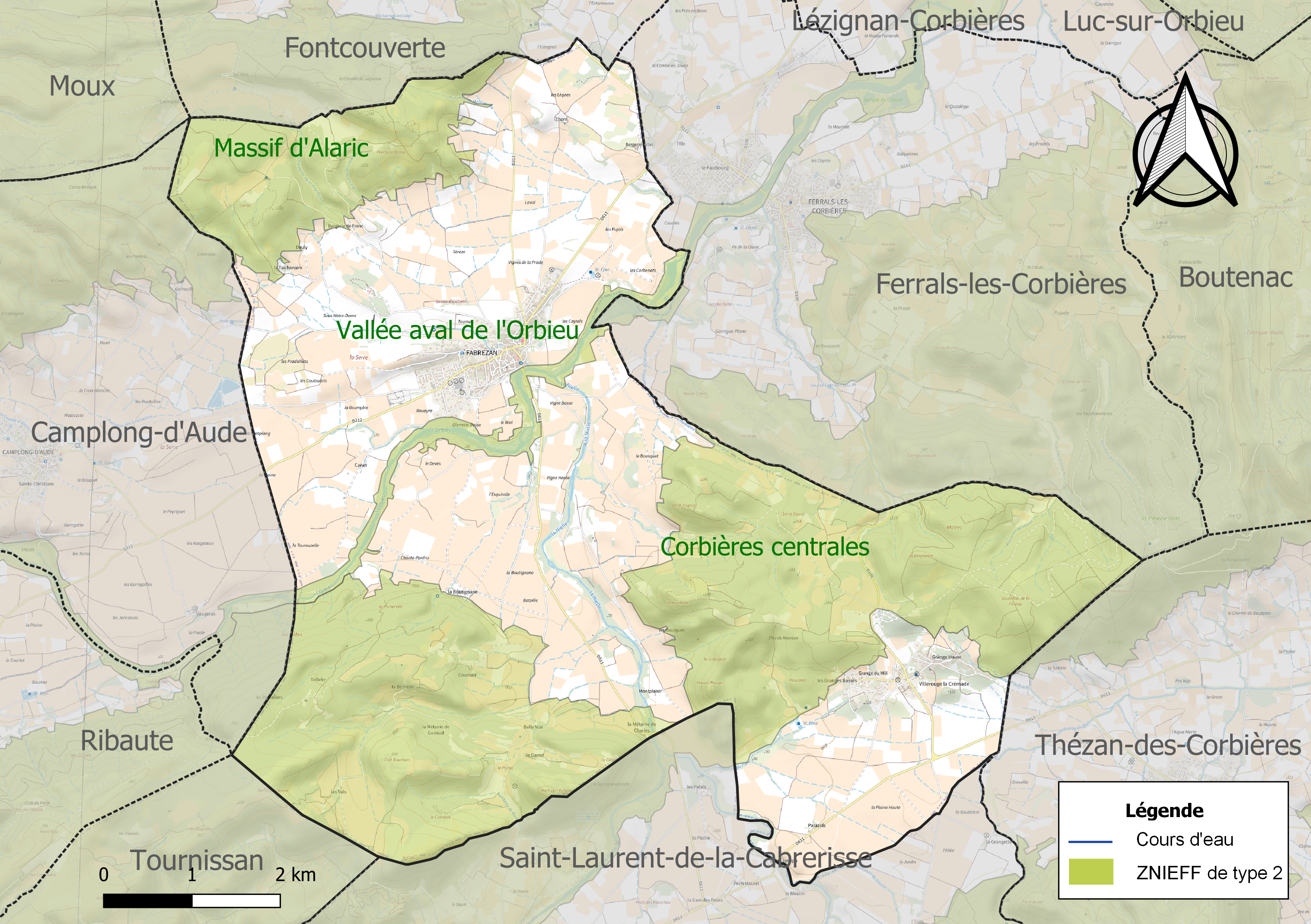
Carte des ZNIEFF de type 2 sur la commune.

## Urbanisme

### Typologie
Au 1er janvier 2024, Fabrezan est catégorisée bourg rural, selon la nouvelle grille communale de densité à 7 niveaux définie par l'Insee en 2022.
Elle est située hors unité urbaine. Par ailleurs la commune fait partie de l'aire d'attraction de Narbonne, dont elle est une commune de la couronne,. Cette aire, qui regroupe 71 communes, est catégorisée dans les aires de 50 000 à moins de 200 000 habitants,.

### Occupation des sols
L'occupation des sols de la commune, telle qu'elle ressort de la base de données européenne d’occupation biophysique des sols Corine Land Cover (CLC), est marquée par l'importance des territoires agricoles (64 % en 2018), en diminution par rapport à 1990 (66,1 %). La répartition détaillée en 2018 est la suivante : 
cultures permanentes (60,6 %), forêts (26,5 %), milieux à végétation arbustive et/ou herbacée (5,8 %), zones urbanisées (3,7 %), zones agricoles hétérogènes (3,5 %). L'évolution de l’occupation des sols de la commune et de ses infrastructures peut être observée sur les différentes représentations cartographiques du territoire : la carte de Cassini (XVIIIe siècle), la carte d'état-major (1820-1866) et les cartes ou photos aériennes de l'IGN pour la période actuelle (1950 à aujourd'hui).

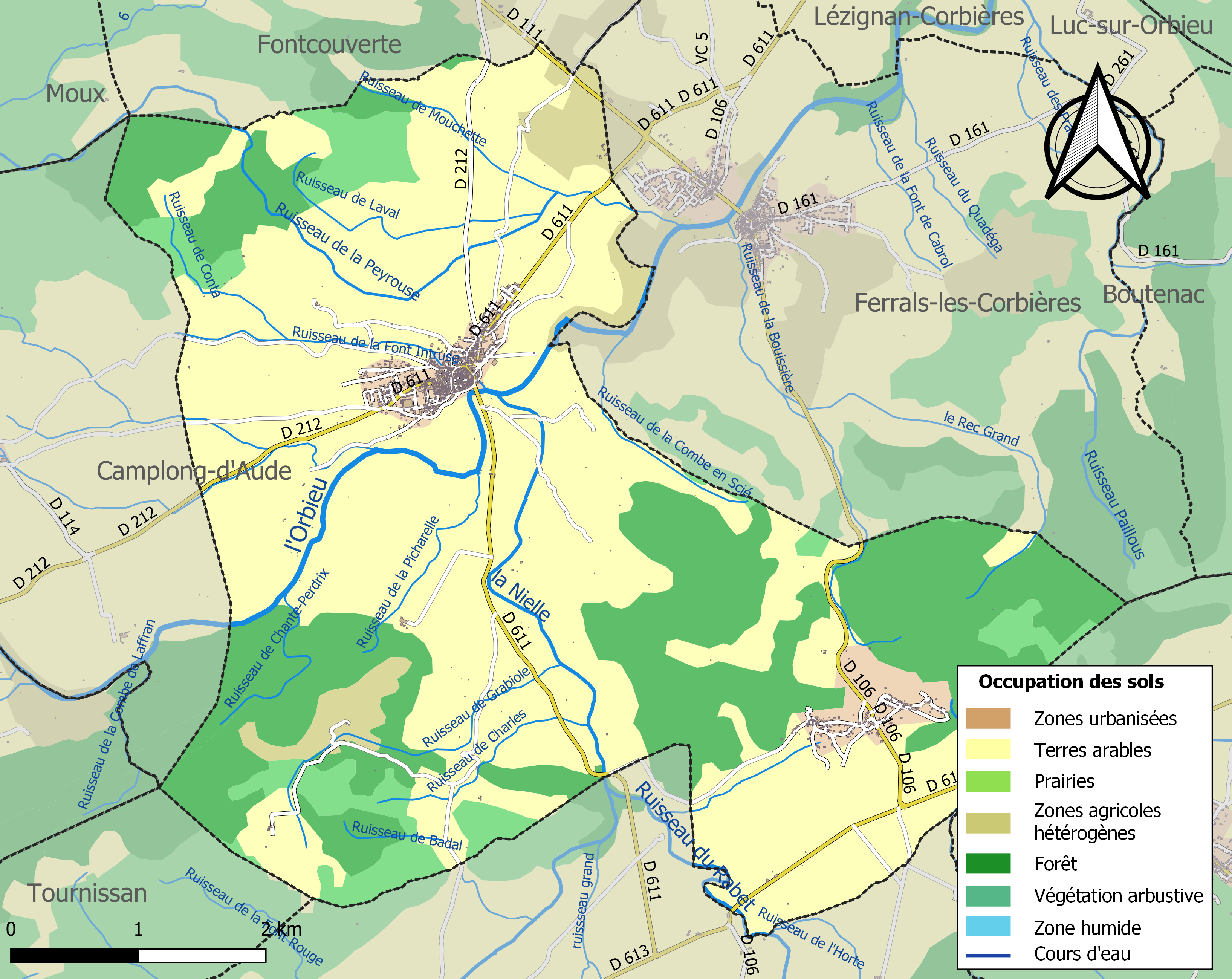
Carte des infrastructures et de l'occupation des sols de la commune en 2018 (CLC).

### Risques majeurs
Le territoire de la commune de Fabrezan est vulnérable à différents aléas naturels : météorologiques (tempête, orage, neige, grand froid, canicule ou sécheresse), inondations, feux de forêts et séisme (sismicité faible). Un site publié par le BRGM permet d'évaluer simplement et rapidement les risques d'un bien localisé soit par son adresse soit par le numéro de sa parcelle.
Certaines parties du territoire communal sont susceptibles d’être affectées par le risque d’inondation par débordement de cours d'eau, notamment l'Orbieu, le ruisseau du Rabet et la Nielle. La commune a été reconnue en état de catastrophe naturelle au titre des dommages causés par les inondations et coulées de boue survenues en 1982, 1987, 1992, 1996, 1997, 1999, 2005, 2009, 2014 et 2018,.

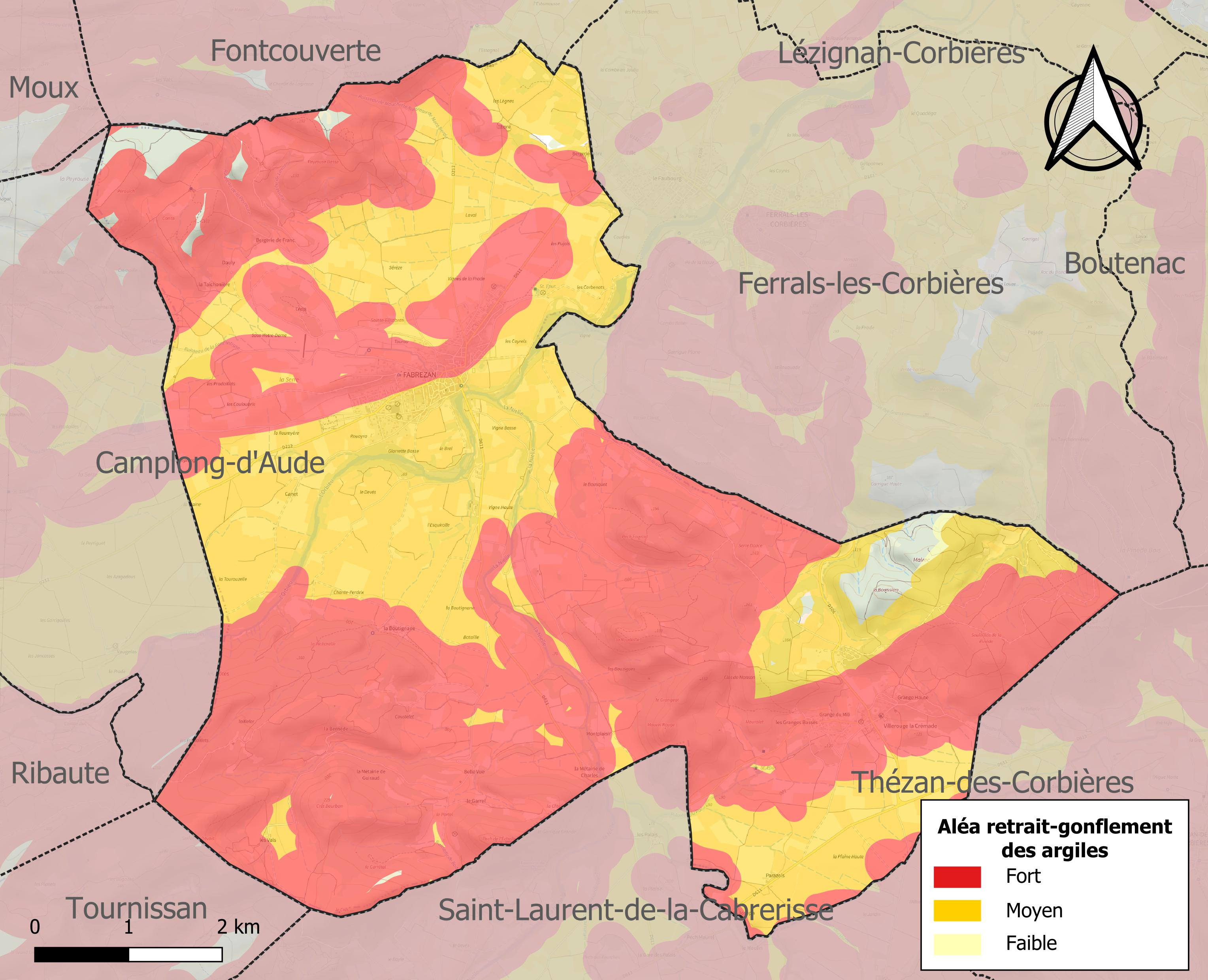
Carte des zones d'aléa retrait-gonflement des sols argileux de Fabrezan.

Le retrait-gonflement des sols argileux est susceptible d'engendrer des dommages importants aux bâtiments en cas d’alternance de périodes de sécheresse et de pluie. 97,8 % de la superficie communale est en aléa moyen ou fort (75,2 % au niveau départemental et 48,5 % au niveau national). Sur les 866 bâtiments dénombrés sur la commune en 2019, 866 sont en aléa moyen ou fort, soit 100 %, à comparer aux 94 % au niveau départemental et 54 % au niveau national. Une cartographie de l'exposition du territoire national au retrait gonflement des sols argileux est disponible sur le site du BRGM,.

## Toponymie
Villa gallo-romaine : villa Fabriciana (du nom de Fabricius, soldat de la 10e légion de César)
- 947 : In villa Fabriciano
- 988 : Fabresa
- 1007 : Fabrezanum
- 1161 : Fabreza
- 1222 : Castrum de Fabrezano
- 1351 : Ecclesia de Fabrezano
- 1521 : Fabresanus
- 1595 : Fabresan

## Histoire
Sur la commune de Fabrezan se tient un hameau du nom de Villerouge-la-Crémade (sus-nommé Villerouge-la-Panouse auparavant, Villa Rubia à l'époque romaine). Ce pays faisait partie de la florissante province Narbonnaise. L'on peut y voir, selon les légendes populaires, une statue d'une vierge en argent, ainsi qu'une église du IXe siècle où subsistent des fresques.
Situé au seuil des Corbières sur la rive gauche de l'Orbieu, au pied de la montagne de l'Alaric, Fabrezan est un village circulaire aux ruelles étroites. La commune est entourée des vestiges des remparts érigés en 974.
Ce hameau possède aussi un palais du Moyen Âge, dont il ne subsiste à ce jour qu'un demi-mur et une meurtrière.
Il est à noter que l'appellation "la Crémade"  provient d'une voie de fait : un bûcher dressé à l'intention de cathares (Villerouge-Termenès où fut brulé le dernier cathare, Guilhem Bélibaste n'est pas très éloigné) se rappelle à la mémoire populaire ou plus certainement à la couleur, jaune, ocre et rouge des terres. Ce château a, très certainement, été détruit lors de la chevauchée du Prince Noir.
De plus, dans les archives de la ville, l'on peut découvrir l'existence du comte de Fabrezan et seigneur de Villerouge, au XVIIe siècle.
Il faut également rappeler que Fabrezan est un ancien village fortifié, on peut encore apercevoir des remparts à l'impasse Nego-Saumo.
À proximité de Fabrezan, les textes signalent un autre site, Villerouge, avec son église  Villa Ruvia cum ecclesia sancti saturnini  (an 859).
Au Moyen Âge, avant la croisade contre les Albigeois, la seigneurie de Fabrezan appartenait à la vicomté de Narbonne.
À partir du XIVe siècle, quand le vicomte de Narbonne accusa les consuls de la ville de Fabrezan de rébellion envers le roi (an 1381), il décida du punir les Narbonnais. Ces derniers ripostèrent en attaquant et en prenant le donjon de Fabrezan, refuge de la famille du vicomte.
En 1508, la vicomté de Narbonne se trouve rattachée au domaine royal. L'histoire féodale se terminait. Les nouveaux seigneurs de Fabrezan  se chargent de percevoir les redevances féodales.
Début du XVIIe siècle, fin de l'histoire féodale. En 1633, Jean de Seigneuret, seigneur de Fabrezan, fut reçu en remplacement du baron de Castrie. Ainsi venait d'être créée la baronnie de Fabrezan.
Fin XIXe siècle, destruction des remparts et création de deux quartiers (Saint-Marc et les Plantiers). En 1889, Fabrezan devient le premier relais de transport de l'électricité. En 1900, le village bénéficie d'un éclairage public à l'électricité.
En 1907, le village était éclairé, et possédait son bureau de poste avec télégraphe et téléphone. Il y avait trois abonnés au téléphone.[réf. nécessaire]

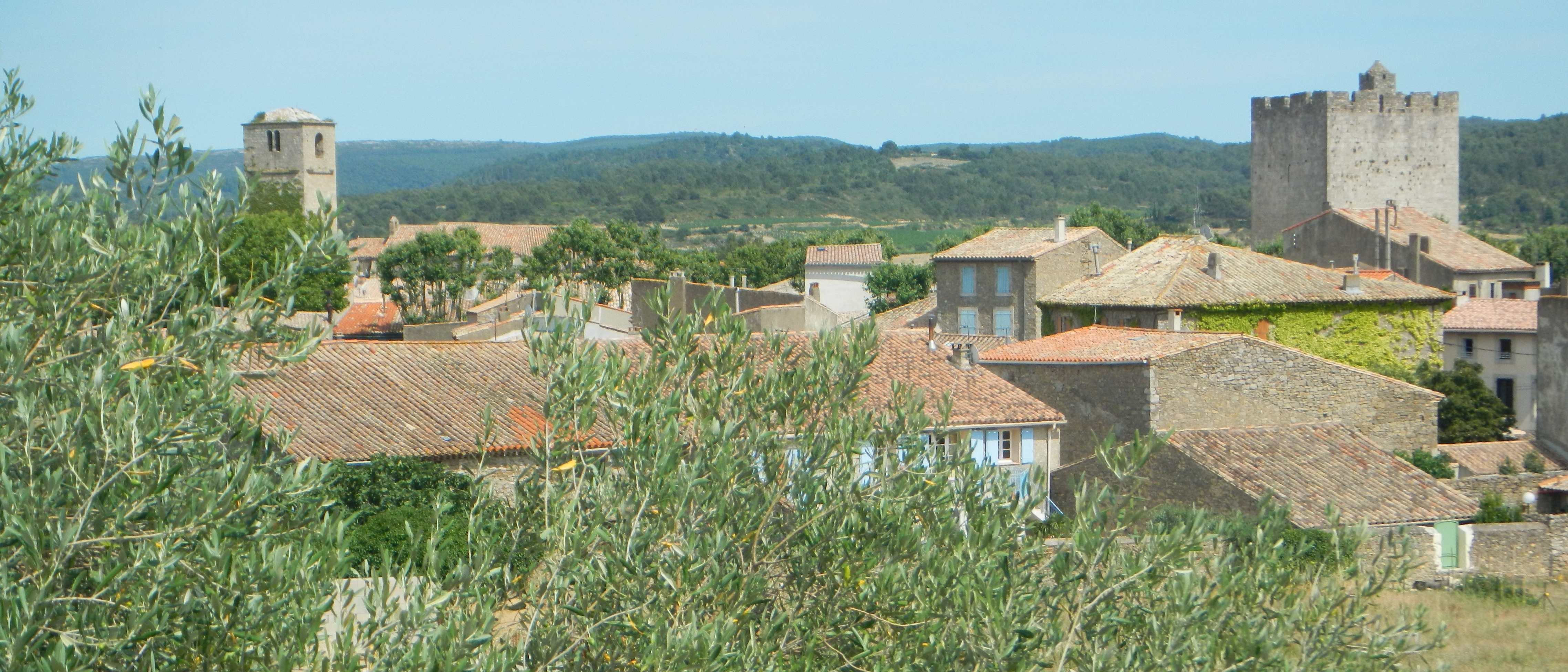
Vue sur Fabrezan, depuis le lieu-dit la Serre, sur les parties hautes du village.

## Politique et administration

### Découpage territorial
La commune de Fabrezan est membre de la communauté de communes de la Région Lézignanaise, Corbières et Minervois, un établissement public de coopération intercommunale (EPCI) à fiscalité propre créé le 20 décembre 2012 dont le siège est à Lézignan-Corbières. Ce dernier est par ailleurs membre d'autres groupements intercommunaux.
Sur le plan administratif, elle est rattachée à l'arrondissement de Narbonne, au département de l'Aude, en tant que circonscription administrative de l'État, et à la région Occitanie.
Sur le plan électoral, elle dépend du canton des Corbières pour l'élection des conseillers départementaux, depuis le redécoupage cantonal de 2014 entré en vigueur en 2015, et de la première circonscription de l'Aude  pour les élections législatives, depuis le redécoupage électoral de 2010.

### Canton des Corbières
Le canton des Corbières, précédemment nommé le Canton de Fabrezan, est une division administrative française du département de l'Aude créée par le décret du 21 février 2014 et entrant en vigueur lors des élections départementales de 2015.
Ce canton regroupe 54 communes du département de l'Aude, pour comptabiliser 16 098 habitants. La superficie est de plus de 1 000 km², ce qui en fait l'un des plus grands cantons du département.

### Représentation
| Période élective | Période élective | Mandat | Mandat   | Identité           | Nuance | Nuance | Qualité           |
| ---------------- | ---------------- | ------ | -------- | ------------------ | ------ | ------ | ----------------- |
| 2015             | 2021             | 2015   | en cours | Hervé Baro         |        | PS     | Maire de Termes   |
| 2015             | 2021             | 2015   | en cours | Isabelle Géa-Péris |        | PS     | Maire de Fabrezan |

### Tendances politiques et résultats

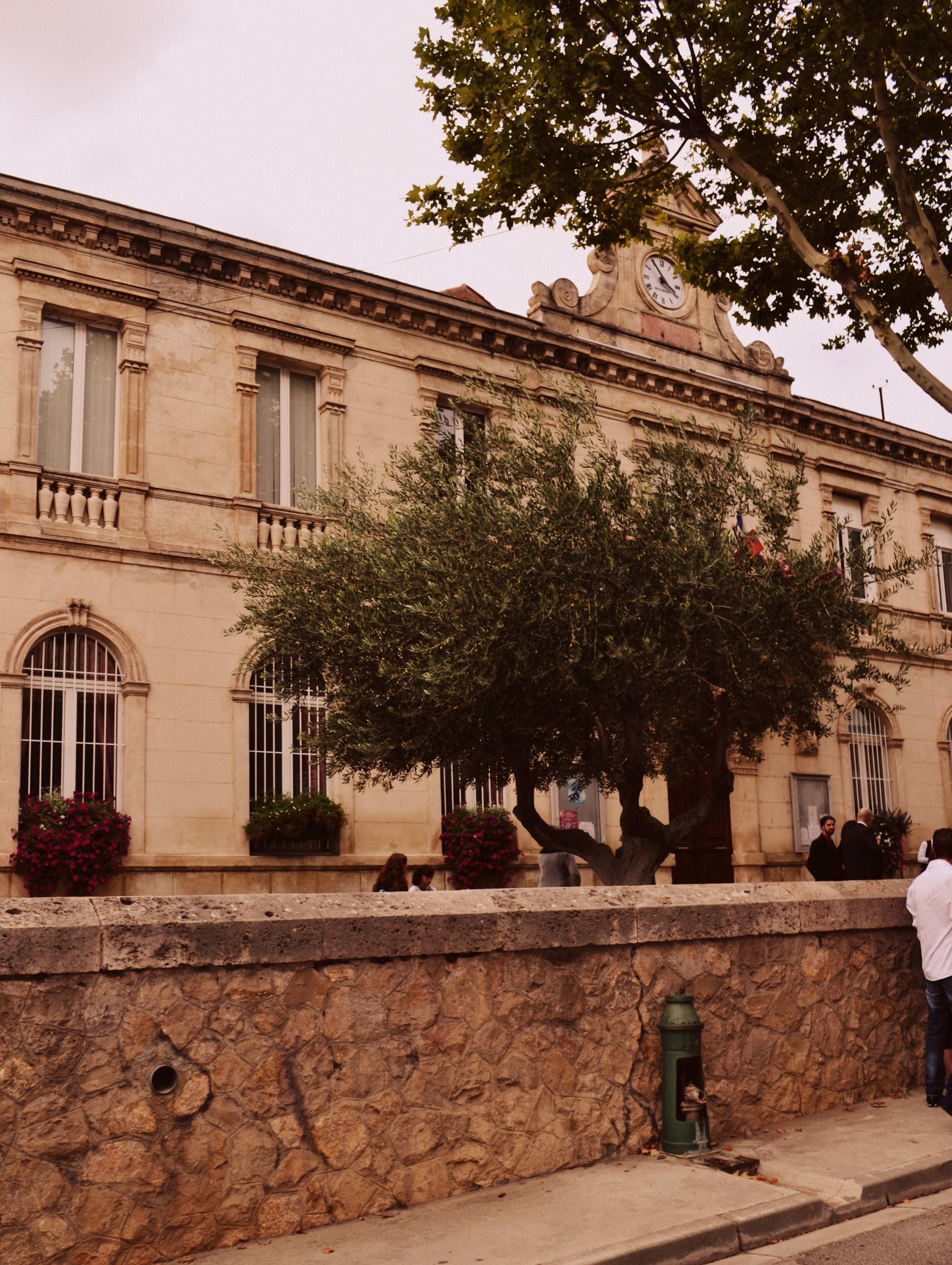
La mairie.

Politiquement, Fabrezan est restée une commune avec un vote majoritairement de gauche, durant les présidentielles de 1995, 2002, 2007 et 2012. Dans l'ordre des élections présidentielles, lors des 1ers tour, le PS a récolté 29,53 % en 1995 (Lionel Jospin), 14,85 % en 2002 (Lionel Jospin), 27,55 % en 2007 (Ségolène Royal), et 29,51 % en 2012 (François Hollande). Au second tour de la présidentielle de 2012, Fabrezan vote majoritairement pour le PS, avec plus de 60 % des voix.
C'est lors du premier tour de l'Élection présidentielle de 2017 que la donne a changé, avec seulement 6,33 % pour le PS, donnant la majorité, à une voix près, au Front national (26,43 %), suivi de la France insoumise (26,30 %). Au second tour, le FN n'a pas la majorité et obtient 44,48 % des votes, face à Emmanuel Macron, 55,52 %.
Au référendum sur le traité constitutionnel pour l’Europe du 29 mai 2005, les Fabrezanais ont largement voté contre la Constitution européenne, avec 67,18 % de Non contre 32,82 % de Oui, avec un taux d’abstention de 25,64 %. (Source : ministère de l'Intérieur)
Pendant près de 37 ans, Fabrezan a été dirigée par un maire du Parti communiste français, jusqu'en 2014 où la liste de gauche arrive en tête avec 57,63 %.
Lors du premier tour de l'Élection présidentielle de 2022, la commune vote a 26,04% pour le Rassemblement national, et 23,23% pour le candidat de La France insoumise. Les électeurs, qui ont toujours voté à gauche, ont délaissé le Parti socialiste, n'y donnant que 2,69% des suffrages. Concernant le second tour, la candidate RN obtient 51,51% des voix.

### Liste des maires
| Période                                  | Période  | Identité          | Étiquette | Qualité                                |
| ---------------------------------------- | -------- | ----------------- | --------- | -------------------------------------- |
| 1874                                     | 1884     | Lubin Frand       |           |                                        |
| 1884                                     | 1896     | Louis Poujade     |           |                                        |
| 1896                                     | 1904     | Georges Berlioz   |           |                                        |
| 1904                                     | 1908     | Eugène Gonin      |           |                                        |
| 1908                                     | 1919     | Philippe Berges   |           |                                        |
| 1919                                     | 1925     | Jacques Illac     |           |                                        |
| 1925                                     | 1935     | André Bories      |           |                                        |
| 1935                                     | 1940     | Joseph Alegret    |           |                                        |
| 1940                                     | 1941     | Jacques Illas     |           |                                        |
| 1941                                     | 1944     | Etienne Roger     |           |                                        |
| 1944                                     | 1945     | Joseph Alegret    |           |                                        |
| 1949                                     | 1977     | Ghislain Bouffret |           |                                        |
| 1977                                     | 2014     | Maurice Séguier   | PCF       |                                        |
| 2014                                     | 2015     | Fabrice Vareilles | SE        |                                        |
| 2015                                     | en cours | Isabelle Géa      | PS        | conseillère départementale (2015-2021) |
| Les données manquantes sont à compléter. |          |                   |           |                                        |

### Politique environnementale
La commune possède des points de collecte de déchets recyclables, ainsi que plusieurs bacs servant à déposer des cartons.

### Jumelages
Au 1er janvier 2022, Fabrezan n'est jumelée à aucune autre commune.

## Population et société

### Démographie
| 1793 | 1800 | 1806  | 1821  | 1831  | 1836  | 1841  | 1846  | 1851  |
| ---- | ---- | ----- | ----- | ----- | ----- | ----- | ----- | ----- |
| 890  | 956  | 1 163 | 1 083 | 1 170 | 1 174 | 1 239 | 1 257 | 1 287 |

| 1856  | 1861  | 1866  | 1872  | 1876  | 1881  | 1886  | 1891  | 1896  |
| ----- | ----- | ----- | ----- | ----- | ----- | ----- | ----- | ----- |
| 1 330 | 1 310 | 1 537 | 1 529 | 1 852 | 2 298 | 2 144 | 2 031 | 1 829 |

| 1901  | 1906  | 1911  | 1921  | 1926  | 1931  | 1936  | 1946  | 1954  |
| ----- | ----- | ----- | ----- | ----- | ----- | ----- | ----- | ----- |
| 1 912 | 1 837 | 1 761 | 1 791 | 1 704 | 1 629 | 1 608 | 1 303 | 1 267 |

| 1962  | 1968  | 1975  | 1982 | 1990  | 1999  | 2004  | 2006  | 2009  |
| ----- | ----- | ----- | ---- | ----- | ----- | ----- | ----- | ----- |
| 1 186 | 1 137 | 1 024 | 991  | 1 046 | 1 086 | 1 186 | 1 221 | 1 252 |

| 2014  | 2019  | 2022  | - | - | - | - | - | - |
| ----- | ----- | ----- | - | - | - | - | - | - |
| 1 301 | 1 256 | 1 254 | - | - | - | - | - | - |

### Enseignement
Fabrezan possède une école publique Victor-Hugo, située derrière la mairie du village et compte actuellement[Quand ?] plus de 100 enfants scolarisés, avec un ramassage scolaire dans le village et des villages voisins.[réf. nécessaire]

### Manifestations culturelles et festivités
À Fabrezan, en été, selon les animations, il y a habituellement deux festivals :
- le festival Son MiRé³, qui est en rapport avec Charles Cros, né à Fabrezan :
- le festival de Musique Charles-Cros qui a pour but de promouvoir la pratique de la musique, valoriser le travail des élèves devant leurs proches comme devant un public et encourager les gens à fréquenter les concerts.

Chaque année, fin août, comme tous les autres villages alentour dans l'Aude une autre période, a lieu la fête locale à Fabrezan. Des manèges, bars, snacks et autres machines à sous sont tous installés sur l'avenue de l'Ancienne-Gare. Il y a aussi des orchestres et autres concerts pour mettre un peu d'ambiance dans cette fête. En 2013, elle a lieu les 30, 31 août et 1er septembre.

### Santé
- Un dentiste
- Une pharmacie de garde
- Un centre médical
- Une caserne de pompiers

### Sports
Le Foyer rural de jeunes et d'éducation populaire (FRJEP) propose plusieurs clubs de sports, tels que le tennis, le tir à l'arc et la randonnée.[réf. nécessaire]

## Économie

### Revenus
En 2018  (données Insee publiées en septembre 2021), la commune compte 581 ménages fiscaux, regroupant 1 282 personnes. La médiane du revenu disponible par unité de consommation est de 19 280 € (19 240 € dans le département).

### Emploi
| Division       | 2008   | 2013   | 2018   |
| -------------- | ------ | ------ | ------ |
| Commune        | 9,2 %  | 10,5 % | 10,4 % |
| Département    | 10,2 % | 12,8 % | 12,6 % |
| France entière | 8,3 %  | 10 %   | 10 %   |

En 2018, la population âgée de 15 à 64 ans s'élève à 695 personnes, parmi lesquelles on compte 76,8 % d'actifs (66,5 % ayant un emploi et 10,4 % de chômeurs) et 23,2 % d'inactifs,. Depuis 2008, le taux de chômage communal (au sens du recensement) des 15-64 ans est inférieur à celui du département, mais supérieur à celui de la France.
La commune fait partie de la couronne de l'aire d'attraction de Narbonne, du fait qu'au moins 15 % des actifs travaillent dans le pôle,. Elle compte 229 emplois en 2018, contre 257 en 2013 et 245 en 2008. Le nombre d'actifs ayant un emploi résidant dans la commune est de 476, soit un indicateur de concentration d'emploi de 48,1 % et un taux d'activité parmi les 15 ans ou plus de 50,8 %.
Sur ces 476 actifs de 15 ans ou plus ayant un emploi, 153 travaillent dans la commune, soit 32 % des habitants. Pour se rendre au travail, 86,4 % des habitants utilisent un véhicule personnel ou de fonction à quatre roues, 1,5 % les transports en commun, 9,8 % s'y rendent en deux-roues, à vélo ou à pied et 2,3 % n'ont pas besoin de transport (travail au domicile).

### Activités hors agriculture

#### Secteurs d'activités
122 établissements sont implantés  à Fabrezan au 31 décembre 2019. Le tableau ci-dessous en détaille le nombre par secteur d'activité et compare les ratios avec ceux du département,.
| Secteur d'activité                                                                                        | Commune | Commune | Département |
| Secteur d'activité                                                                                        | Nombre  | %       | %           |
| --- | ------- | ------- | ----------- |
| Ensemble                                                                                                  | 122     | 100 %   | (100 %)     |
| Industrie manufacturière, industries extractives et autres                                                | 5       | 4,1 %   | (8,8 %)     |
| Construction                                                                                              | 24      | 19,7 %  | (14 %)      |
| Commerce de gros et de détail, transports, hébergement et restauration                                    | 38      | 31,1 %  | (32,3 %)    |
| Information et communication                                                                              | 1       | 0,8 %   | (1,6 %)     |
| Activités financières et d'assurance                                                                      | 1       | 0,8 %   | (2,7 %)     |
| Activités immobilières                                                                                    | 9       | 7,4 %   | (5,2 %)     |
| Activités spécialisées, scientifiques et techniques et activités de services administratifs et de soutien | 19      | 15,6 %  | (13,3 %)    |
| Administration publique, enseignement, santé humaine et action sociale                                    | 15      | 12,3 %  | (13,2 %)    |
| Autres activités de services                                                                              | 10      | 8,2 %   | (8,8 %)     |

Le secteur du commerce de gros et de détail, des transports, de l'hébergement et de la restauration est prépondérant sur la commune puisqu'il représente 31,1 % du nombre total d'établissements de la commune (38 sur les 122 entreprises implantées  à Fabrezan), contre 32,3 % au niveau départemental.

#### Entreprises
Les cinq entreprises ayant leur siège social sur le territoire communal qui génèrent le plus de chiffre d'affaires en 2020 sont : 
- Les Fabuleux Festins, restauration traditionnelle (221 k€) ;
- Agence Les Oliviers, agences immobilières (82 k€) ;
- Charles Cros, commerce de gros (commerce interentreprises) de boissons (79 k€) ;
- SARL Le Grand Cafe, restauration traditionnelle (38 k€) ;
- 2Tae, services administratifs combinés de bureau (17 k€).

Corbières (AOC) et Corbières-boutenac (AOC).

Nombreux petits commerces qui ont et font toujours fait vivre Fabrezan.

Agrandissement du village et augmentation du nombre de commerces.

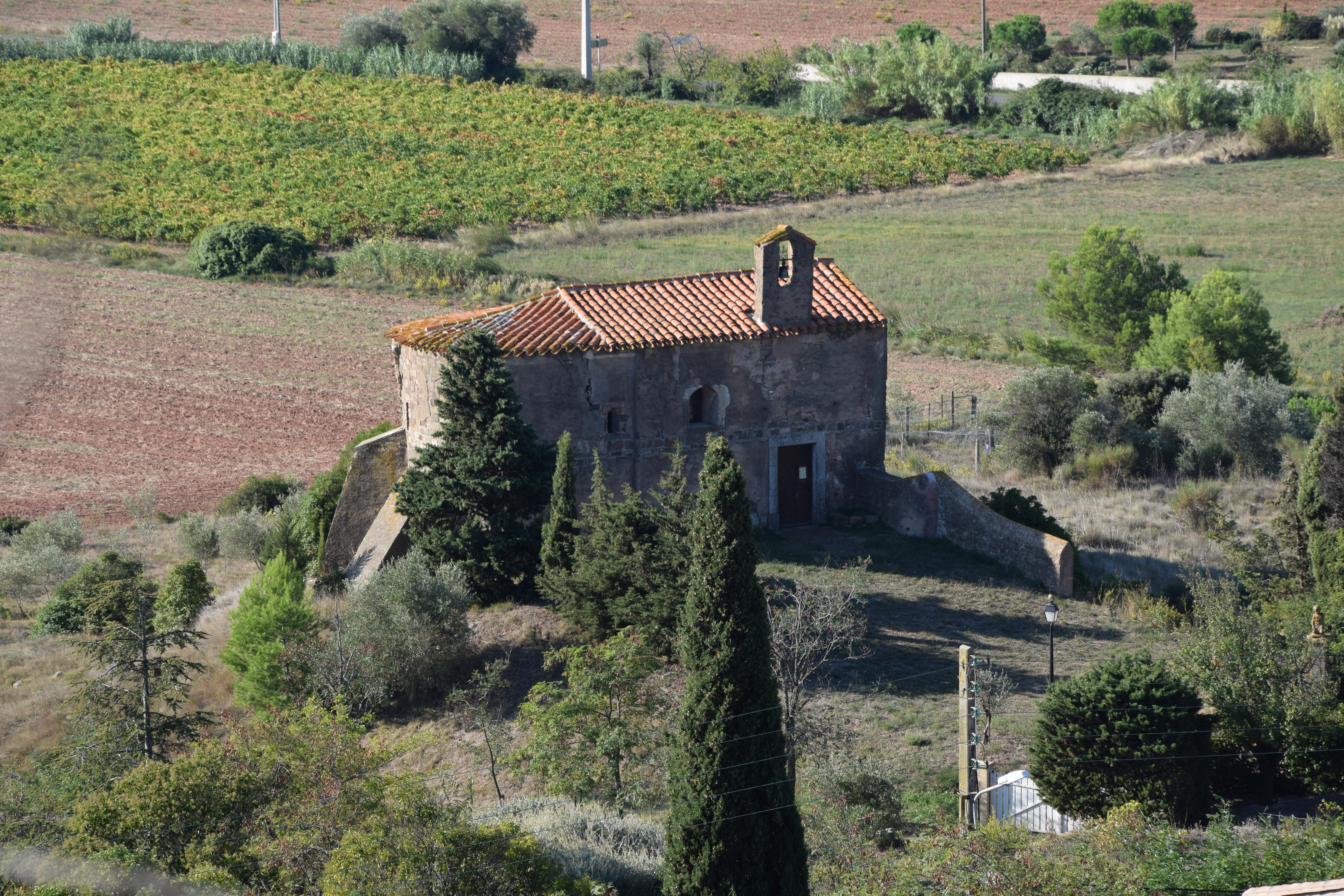
Église Saint-Étienne de Villerouge-la-Crémade.

### Agriculture
La commune fait partie de la petite région agricole dénommée « Région viticole ». En 2010, l'orientation technico-économique de l'agriculture  sur la commune est la viticulture (appellation et autre).
Le nombre d'exploitations agricoles en activité et ayant leur siège dans la commune est passé de 111 lors du recensement agricole de 1988 à 90 en 2000 puis à 69 en 2010, soit une baisse de 38 % en 22 ans. Le même mouvement est observé à l'échelle du département qui a perdu pendant cette période 52 % de ses exploitations. La surface agricole utilisée sur la commune a également diminué, passant de 1 654 ha en 1988 à 1 264 ha en 2010. Parallèlement la surface agricole utilisée moyenne par exploitation a augmenté, passant de 15 à 18 ha.
|                                   | 1988  | 2000 | 2010 |
| --------------------------------- | ----- | ---- | ---- |
| Exploitations                     | 111   | 90   | 69   |
| Superficie agricole utilisée (ha) | 1 654 | 1705 | 1264 |

## Culture locale et patrimoine

### Lieux et monuments
Aux environs, on peut y trouver la forêt communale ; "Notre-Dame-de-Consolation" et des vignes. Dans le village même, plusieurs édifices religieux et vestiges sont présents.
- Buste de Charles Cros, modelé en 1860 par son frère Henry Cros, bronze de fonte moderne.
- Château de Villerouge-la-Crémade.
- Tour de Fabrezan, tour mérovingienne.
- Église Saint-Étienne de Villerouge-la-Crémade. L'édifice a été classé au titre des monuments historiques en 1982[39].
- Anciens remparts du village, visibles au quai d'Orbieu et avenue du Pont.
- Monument aux morts, inscrit au titre des monuments historiques en 2018[40].

#### Édifices religieux
- La chapelle de Notre-Dame-de-Consolation de Fabrezan

En 1650, le peuple ayant peur de la peste décide de construire la chapelle Notre-Dame-de-la-Consolation à la demande de la baronne, veuve de messire Jan de Seigneuret. Le sanctuaire fut bâti sur le Pech Montredon.
L'édifice échappe de peu aux flammes de l'incendie de l'Alaric du 24 juillet 2021.
Le sanctuaire Notre-Dame-de-la-Consolation et ses abords sont inscrits au titre des sites naturels depuis 1943.
- L'église Saint-Vincent de Fabrezan

L'église Saint-Vincent forme un ensemble des XIIIe et XIVe siècles de 40 mètres de long sur 20 mètres de large. L'architecture est gothique à nef unique. Les chapelles latérales non voûtées datent des XVIIe et XIXe siècles. Le matériau principal est la pierre à bâtir des carrières de Fabrezan dites " pierre de Ferrals ". L'ensemble est orienté nord-est.
- L'église de Villerouge la Crémade

Cette église mentionnée dès le IXe siècle, figure comme église paroissiale, dans les registres du Vatican du XIVe siècle. Cette paroisse a subsisté jusqu'à la Révolution. Les peintures murales ont été classées Monument Historique le 11 mai 1977.

#### Vestiges
- La tour fortifiée

Pour se protéger des multiples attaques, le seigneur du village fit construire le château dont ont voir encore la tour, aujourd'hui en partie par les habitations. Haute de plus de 30 mètres, cette tour est assemblée en 70 lits de pierre. Elle date du XIIe siècle. Ancien donjon du château, elle fut démantelée dans sa partie supérieure, en 1628, pendant la Fronde.
Simple villa au Xe siècle, Fabrezan dépendait alors du monastère de Lagrasse, également seigneur de Ferrals. Par la suite, cette seigneurie devint le chef-lieu d'une baronnie, avec des seigneurs particuliers et des coseigneurs. Le "castrum" de Fabrezan est mentionné à partir de 1222. La tour est en partie enclavée dans les habitations. De plan barlong, elle présente à la base des assises en grès du pays. Au-dessus, assises en turret (tuf lacustre). De rares archères sont pratiquées dans les murs. A l'ouest, porte murée en arc plein cintre composé de treize claveaux dont une clé. L'encadrement intérieur est sculpté en cavet. Cet arc est constitué par des claveaux de teintes alternées (grès rouge foncé veiné ; grès jaune paille). Une série de parements à bossages est visible à la partie supérieure de la tour. Il en existe aussi à la base de l'arête sud. Il s'agit vraisemblablement de reprises du XIIIe siècle.
- Le moulin

Le moulin à vent date du XIXe siècle. Il n'a jamais été achevé. Cependant, il a servi par la suite de refuge pour les pauvres.
- Le château de Villerouge la Crémade

La date de naissance du château reste encore inconnue. Sa vie est tout aussi mystérieuse que les causes de son état. Mais, ce que l'on sait, est qu'au XIIe siècle le château est ruiné. Il ne reste qu'un mur et quelques vestiges des enceintes extérieures.

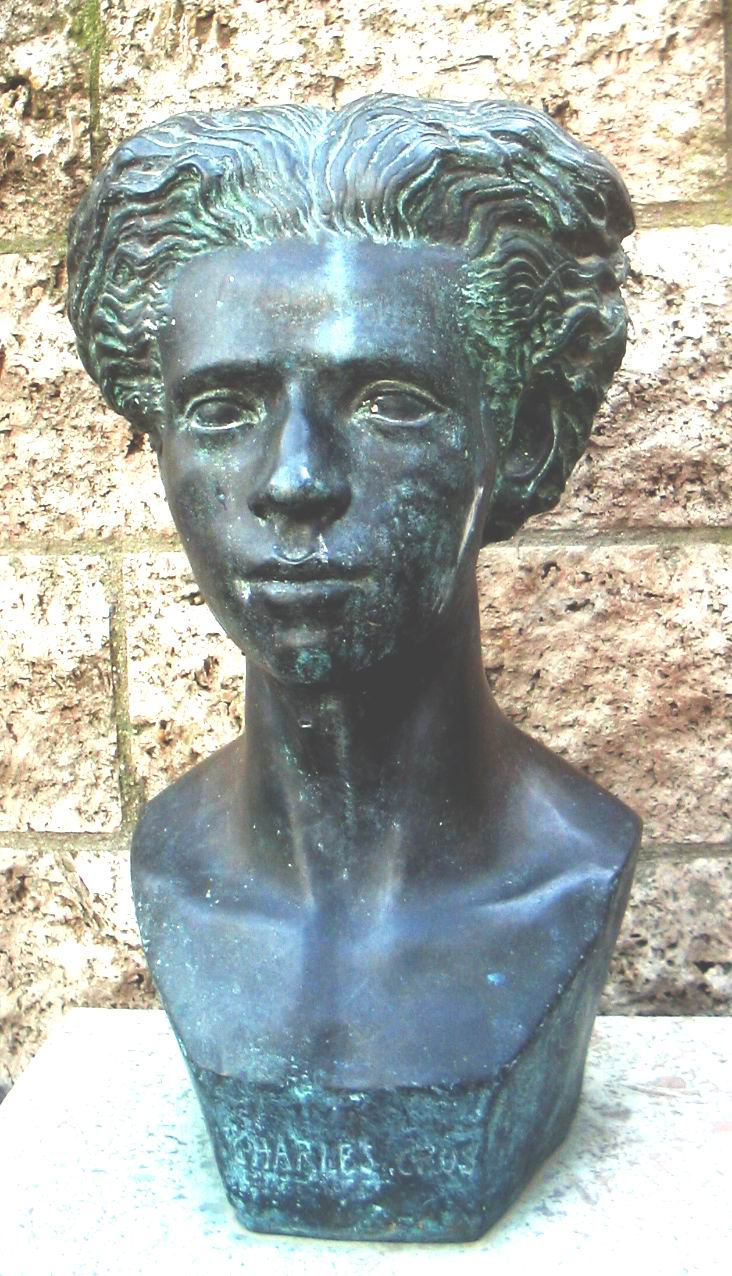
Henry Cros, Buste de Charles Cros.

### Personnalités liées à la commune
- Charles Cros, poète et inventeur né à Fabrezan le 1er octobre 1842 et mort à Paris le 9 août 1888, un des inventeurs de la photographie en couleurs, mais également à l'origine de l'invention du gramophone.
- Yves Mourier (1918-1948), Compagnon de la Libération, y est inhumé.

### Héraldique
| Fabrezan | Son blasonnement est : D'or à la lettre F minuscule cursive de gueules, au chef d'azur chargé de trois fleurs de lys d'or. |